# Pemphigus
Pemphigus är ett släkte av insekter som beskrevs av Hartig 1839. Enligt Catalogue of Life ingår Pemphigus i familjen långrörsbladlöss, men enligt Dyntaxa är tillhörigheten istället familjen pungbladlöss.

## Dottertaxa tillPemphigus, i alfabetisk ordning[1][2]
- Pemphigus andropogiae
- Pemphigus betae
- Pemphigus birimatus
- Pemphigus borealis
- Pemphigus brevicornis
- Pemphigus burrowi
- Pemphigus bursarius
- Pemphigus chomoensis
- Pemphigus circellatus
- Pemphigus coluteae
- Pemphigus cylindricus
- Pemphigus diani
- Pemphigus dorocola
- Pemphigus eastopi
- Pemphigus echnochloapha
- Pemphigus ephemeratus
- Pemphigus fatauae
- Pemphigus formicarius
- Pemphigus formicetorum
- Pemphigus fuscicornis
- Pemphigus gairi
- Pemphigus groenlandicus
- Pemphigus hydrophilus
- Pemphigus immunis
- Pemphigus indicus
- Pemphigus iskanderkuli
- Pemphigus jujubae
- Pemphigus knowltoni
- Pemphigus latisensorius
- Pemphigus laurifolia
- Pemphigus longicornus
- Pemphigus mangkamensis
- Pemphigus matsumurai
- Pemphigus microsetosus
- Pemphigus minor
- Pemphigus mongolicus
- Pemphigus monophagus
- Pemphigus mordwilkoi
- Pemphigus mordvilkovi
- Pemphigus nainitalensis
- Pemphigus napaeus
- Pemphigus niishimae
- Pemphigus nortonii
- Pemphigus obesinymphae
- Pemphigus passeki
- Pemphigus phenax
- Pemphigus plicatus
- Pemphigus popularius
- Pemphigus populi
- Pemphigus populicaulis
- Pemphigus populiglobuli
- Pemphigus populinigrae
- Pemphigus populiramulorum
- Pemphigus populitransversus
- Pemphigus populivenae
- Pemphigus protospirae
- Pemphigus rileyi
- Pemphigus rubiradicis
- Pemphigus saccosus
- Pemphigus saliciradicis
- Pemphigus salicis
- Pemphigus similis
- Pemphigus sinobursarius
- Pemphigus siphunculatus
- Pemphigus spyrothecae
- Pemphigus tartareus
- Pemphigus tibetapolygoni
- Pemphigus tibetensis
- Pemphigus trehernei
- Pemphigus turritus
- Pemphigus vesicarius
- Pemphigus wuduensis
- Pemphigus vulgaris
- Pemphigus yanagi
- Pemphigus yangcola
- Pemphigus yunnanensis